# Sainte-Scolasse-sur-Sarthe
 Sainte-Scolasse-sur-Sarthe  es una población y comuna francesa, situada en la región de Baja Normandía, departamento de Orne, en el distrito de Alençon y cantón de Courtomer.

## Demografía
| 880 | 942 | 963 | 939 | 1 005 | 1 007 | 1 015 | 940 | 921 | 873 | 852 | 800 | 807 | 751 | 740 | 700 | 637 | 614 | 628 | 610 | 518 | 507 | 516 | 511 | 513 | 512 | 507 | 478 | 520 | 527 | 538 | 538 |
| Para los censos de 1962 a 1999 la población legal corresponde a la población sin duplicidades (Fuente: INSEE [Consultar]) |     |     |     |       |       |       |     |     |     |     |     |     |     |     |     |     |     |     |     |     |     |     |     |     |     |     |     |     |     |     |     |